# Salzstraße (Pfalz)
Die Salzstraße kam aus dem lothringischen Salzgau (Saulnois) bei Château-Salins. Das dort liegende Städtchen Dieuze oder Duss, wie es früher hieß, gab der Straße den Namen Duser Straße. Sie führte durch Hornbach, weiter nach dem nach ihr benannten Dusenbrücken und südlich an Höheischweiler vorbei, wo sie sich mit der von Zweibrücken kommenden Straße vereinigte. Diese kam aus dem gallischen Gebiet, überquerte westlich von Zweibrücken die Blies, führte durch Zweibrücken, stieg südöstlich einen Höhenrücken hinauf, führte dann weiter durch die heutige Bärenhütte bei Nünschweiler und vereinigte sich südlich von Höheischweiler mit der Salzstraße. Die gemeinsame Straße lief an Fehrbach vorbei auf das Dorf Pirmasens zu und führte durch die damalige Landstraße (heutige Hauptstraße) oder die Alte Straße (heutige Alleestraße). Dieser Hauptverbindungsweg durchquerte nicht das Dorf, sondern streifte es lediglich. Von Pirmasens ging die Straße auf Lemberg zu und verlief dort in Richtung Osten weiter. Der Salzbach wurde über die alte Salzbrücke unweit von Salzwoog überquert, die Straße führte weiter in Richtung Hinterweidenthal und an Hauenstein vorbei in Richtung Rheinebene. Damals war diese Straße nicht befestigt, sondern ein gewöhnlicher Feldweg. 